# Puente de San Telmo
Puente de San Telmo is een brug over de Guadalquivir in de Spaanse stad Sevilla. De brug met drie bogen werd in de periode 1925-1931 gebouwd.
Van noord naar zuid: Alamillobrug · Puente de la Barqueta · Pasarela de la Cartuja · Puente del Cristo de la Expiración · Puente de Isabel II · Puente de Alfonso XIII (voormalig) · Puente de San Telmo · Puente de los Remedios · Puente del V Centenario